# Can Pau Artigas
Can Pau Artigas és una obra del municipi de Sant Pere de Ribes (Garraf) protegida com a bé cultural d'interès local.

## Descripció
Can Pau Artigas està situada a la part alta de Ribes, al barri del Palou i al costat esquerre de la carretera que uneix aquest poble amb Olivella.
És un edifici de grans dimensions, de planta rectangular i format per planta baixa, pis i coberta de teula a dues vessants amb decoració ceràmica.
La façana que dona a la carretera és de composició simètrica. A la planta baixa s'obren la porta d'accés centrada i dues finestres. El primer pis està format per un conjunt de set obertures, la central més elevada d'arc mixtilini i les restants d'arc de mig punt, que es completa amb una decoració de maó que recorda una gelosia.
El maó és utilitzat com a element decoratiu en el conjunt de la construcció, fonamentalment al voltant de les obertures.

## Història
Tot i no haver trobat cap documentació concreta sobre la data de construcció i l'autor de Can Pau Artigas, les seves característiques constructives i decoratives la relacionen amb diversos edificis del municipi de Sant Pere de Ribes construïts per Josep Font i Gumà cap al tombant de segle, fet que permet atribuir a aquest arquitecte l'elaboració del projecte.